# Кризни центри за силовање
Кризни центри за силовање су организације и услуге установа које помажу непосредан пријем, третман и реинтеграцију особа које су жртве силовања. Кризни центри имају и превентивну функцију едукацијом јавности, посебно потенцијалних жртава. Често су у питању непрофитне организације, социјалне услуге у заједници или службе при полицијским станицама.